# 경인교통방송
경인교통방송은 인천광역시, 수도권 서부, 북서부와 서울 일부를 가시청권으로 하는 TBN 교통방송 계열의 방송국 중의 하나이며, 2001년 11월 30일 개국되었다. 방송국은 인천광역시 미추홀구 매소홀로 251 (학익1동 401-74)에 위치하고 있다.

## 연혁
- 2000년 1월 14일 : 방송국 개설 허가 추천 (문화관광부)
- 2000년 4월 27일 : 방송국 허가 (정보통신부)
- 2000년 11월 3일 : 청사 기공식
- 2001년 7월 1일 : 교통방송 인천본부 기구 승인
- 2001년 10월 15일 : 시험방송
- 2001년 11월 24일 : 무선국 준공검사 완료
- 2001년 11월 30일 : 개국
- 2018년 1월 1일 : 인천교통방송을 경인교통방송으로 사명 변경
- 2024년 7월 31일 : 한국도로교통공단 TBN 경인교통방송으로 명칭 변경

## 방송 정보
| 송신소        | 주파수     | 공중선전력 | 호출부호 | 송신소 위치                             |
| ------------- | ---------- | ---------- | -------- | --------------------------------------- |
| 수봉산 송신소 | FM 100.5㎒ | 1㎾        | HLSU-FM  | 인천 미추홀구 주안2동 산21-1 (경인방송) |
| 영종 중계소   | FM 105.5㎒ | 100W       | HLSU-FM  | 인천 중구 을왕동 773 (영종스카이리조트) |

- 1일 방송시간 : 매일 24시간
- 방송 가청권역 : 인천광역시 전지역 (중구, 동구, 미추홀구, 연수구, 남동구, 부평구, 계양구 서구), 부천시 일원, 서울특별시 강서구, 경기도 광명시·시흥시·안산시·안양시·김포시·고양시 일부지역 FM 100.5㎒, 인천광역시 중구 (을왕동, 무의동) 일부지역 FM 105.5㎒

## 아나운서
- 권계현
- 김란아
- 장수정
- 박미선
- 황순유
- 주선호
- 홍지영
- 우병헌
- 이한나
- 하선아
- 이명재
- 임현지

## 경인교통방송 편성표
- 07:00 (평일) 출발! 경인대행진
- 09:00 (평일) 스튜디오 1005
- 12:00 (주말) 홍지영의 주말엔 12시
- 14:05 (평일) TBN 차차차 (경인)
- 14:00 (주말) 2시의 음악여행
- 16:00 (주말) 4시엔 함께 가요
- 16:05 (평일) 황순유의 4시의 라디오
- 17:00 (평일) 달리는 라디오 (경인)
- 19:00 (평일) 7시의 가요산책

## 시보 멘트
- FM 100.5MHz, TBN 경인교통방송입니다. HLSU[1]

## 로고송
- 즐거운 운전 행복한 시간 TBN과 함께 경인교통방송 (홀수 시보)
- 소중한 시간 당신곁에 언제나 TBN 경인교통방송 (짝수 시보)

## 같이 보기
- TBN 교통방송